# Martin Algus

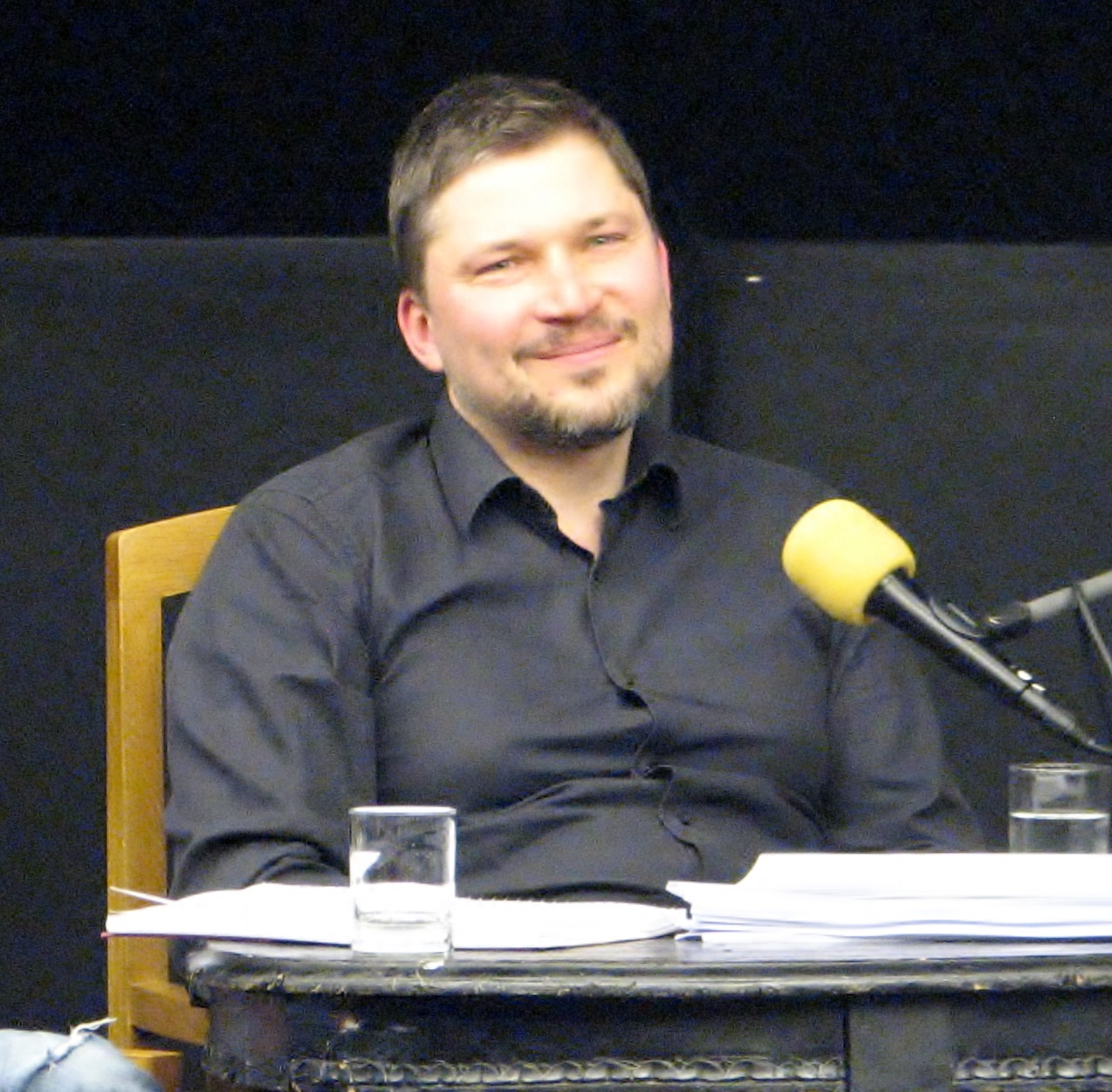
Martin Algus, 2014

Martin Algus (* 23. Dezember 1973 in Jõgeva) ist ein estnischer Dramatiker, Schauspieler und Übersetzer.

## Leben
Martin Algus schloss 1992 das Gymnasium in Jõgeva ab. Bis 1997 studierte er an der Hochschule für Kultur im mittelestnischen Viljandi. Von 1997 bis 2005 war er als Schauspieler am Theater Ugala in Viljandi tätig.
Martin Algus debütierte als Theaterautor mit den beiden Stücken Janu („Durst“) und Ise oled („Du bist!“). Sie erzielten die beiden ersten Preise bei der estnischen New Drama Competition 2007. 2009 wurde bei demselben Wettbewerb sein Drama Postmodernsed leibkonnad („Postmoderne Haushalte“) ausgezeichnet. Sein Theaterstück Contact („Kontakt“) gewann 2011 den „New Baltic Drama“-Wettbewerb.
Neben seiner Tätigkeit als Schriftsteller arbeitet Martin Algus als Theater- und Filmschauspieler und als Übersetzer aus dem Englischen und Russischen. Seit 2005 arbeitet er in einer Werbefirma. Er lebt im Tallinner Stadtbezirk Kalamaja.
Martin Algus ist verheiratet und hat eine Tochter.

## Auszeichnungen
- 2019 Literaturpreis des Estnischen Kulturkapitals (Prosa)